# Носков, Александр Степанович
Александр Степанович Носков (род. 23 июля 1953 года) — советский и российский учёный-химик, член-корреспондент РАН (2022).

## Биография
Родился 23 июля 1953 года в Новокузнецке.
В 1976 году — окончил Томский политехнический институт и в течение двух лет работал в отраслевой лаборатории Миннефтехимпрома СССР при ТПУ.
С 1978 года — работает в Институте катализа имени Г. К. Борескова СО РАН, где прошел путь от аспиранта до заместителя директора по науке (с 1995 года по настоящее время).
В 1994 году — защитил докторскую диссертацию.
В 1998 году основал и по 2006 годы возглавлял кафедру «Инженерные проблемы экологии» в Новосибирском государственном техническом университете.
В 2005 году — присвоено учёное звание профессора.
В 2022 году — избран членом-корреспондентом РАН от Отделения химии и наук о материалах.

## Научная деятельность
Специалист в области методов синтеза оксидных неорганических материалов и катализаторов на их основе, а также математического моделирования каталитических реакторов.
В результате проведенных исследований, были разработаны технологические основы нестационарных каталитических методов обезвреживания промышленных газовых выбросов от органических и азотсодержащих примесей.
С 1985 по 1992 годы — возглавлял научную программу работ Сибирского отделения РАН по каталитическим методам очистки технологических выбросов от токсичных примесей (оксиды азота, углеводороды), было организовано промышленное производство установок очистки, построено и введено в эксплуатацию более 20 установок на химических, машиностроительных предприятиях и заводах военно-промышленного комплекса.
Развил исследования по окислению аммиака, что привело к созданию научных основ его селективного каталитического окисления в закись азота, что позволило впервые в мире создать пилотный реактор получения закиси азота путем окисления аммиака в кипящем слое катализатора.
С 2000 года развернул работы по использованию методов вычислительной гидродинамики при разработке и эксплуатации каталитических реакторов, что позволило разработать оптимальные способы формирования зернистых структур в неподвижных слоях катализатора, показать возможность повышения производительности промышленных реакторов на 12-15 % и обеспечить широкое применение этих методов более чем в 60 агрегатах в азотной промышленности и нефтепереработке.
В период с 2003 по 2006 годы — успешно было завершено выполнение важнейшего государственного инновационного проекта по созданию и промышленному освоению новых катализаторов получения моторных топлив, включая промышленное освоение катализаторов глубокой гидроочистки дизельного топлива, выполнен комплекс фундаментальных исследований природы и генезиса формирования активных центров сульфидных Co-Mo композиций, послуживший основой для создания новой технологии катализаторов, обеспечивающих глубину очистки дизельных фракций от сернистых соединений ниже 10ppm.
С 2005 по 2008 годы — руководил крупным инновационным проектом по созданию технологической базы для модернизации отечественного производства полиолефинов, на базе ООО «Томскнефтехима» проведено успешное испытание новых технологий производства титан-магниевых катализаторов и сверхвысокомолекулярного полиэтилена.
В настоящее время под его руководством ведутся научные и технологические работы по глубокой переработке нефтяного сырья и созданию новых каталитических процессов нефтепереработки.
Автор более 400 публикаций, 3 монографий и 60 российских и зарубежных патентов.
Под его руководством защищены 4 кандидатских диссертации.
Заместитель главного редактора журнала «Катализ в промышленности», входит в состав редакционной коллегии российских журналов «Химическая промышленность», «Журнал прикладной химии», «Химическая технология», «Газохимия», «Энциклопедия инженера-химика» и международного журнала «Reviews in Chemical Engineering».
С 2001 года — под его руководством проводятся традиционные Международные конференции по химическим реакторам (в Финляндии, Германии, Греции, на Мальте, Австрии), которые объединяют ведущих российских и зарубежных ученых в области теоретических основ создания каталитических реакторов и процессов.

## Награды
- Орден Почёта (2007)[1]
- Медаль за особый вклад в развитие Кузбасса (2009)